# Thapsigargine

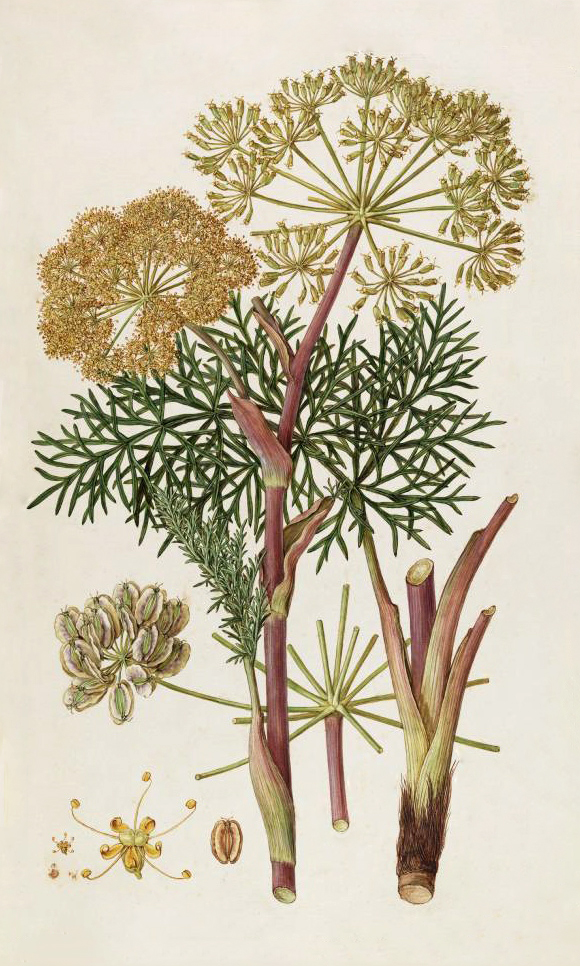
Thapsia garganica (Bauer), plante méditerranéenne de la famille des Apiacées (autrefois dite famille des Ombellifères) dont est extraite la Thapsigargine (qui est également présente dans d'autres plantes de la même famille).

La thapsigargine ou Tg est une molécule de type lactone sesquiterpène polyoxygénée structurellement classée dans la famille des guaianolides. Son squelette est tricyclique et contient une gamma-lactone.
On ne sait pas encore synthétiser la thapsigargine ; elle est extraite d'une plante qui pousse dans le bassin méditerranéen : Thapsia garganica, dont la molécule a été isolée en 1978 par Christensen, Rasmussen et Sandberg. Cette plante était déjà citée par Hippocrate en 400 av. J.-C., alors utilisée contre le rhumatisme et certains problèmes pulmonaires.

## Activité biochimique
La thapsigargine est une puissante inhibitrice non compétitive des enzymes ubiquitaires SERCAs (sarco/réticulum endoplasmique Ca 2+ ATPases). Ce faisant, elle augmente le taux de calcium dans le lumen du réticulum endoplasmique, et engendre une apoptose cellulaire.
La thapsigargine, dans le modèle animal murin notamment, selon des études publiée dans les années 1980, s'est aussi montrée être un promoteur de tumeur au sein de cellules de mammifères,,,.
Le caractère cytotoxique de cette molécule a fait suggérer qu'elle pourrait être utilisée pour tuer certains types de cellules cancéreuses.

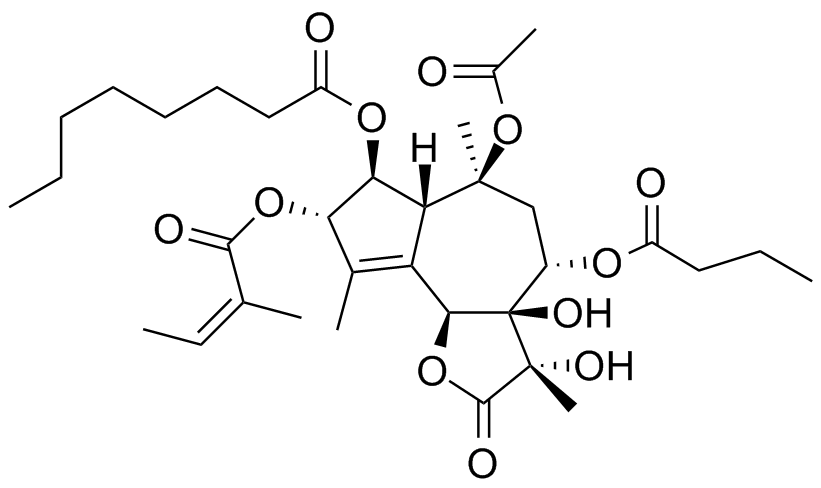
Structure de la thapsigargine

### Effet intracellulaire
Dans la cellule, la thapsigargine a pour effet d'augmenter le taux de calcium dans le cytosol.
Elle le fait en bloquant la capacité de la cellule à pomper le calcium dans les réticulums endoplasmique et sarcoplasmique. L'épuisement des réserves peut activer secondairement les canaux calciques de la membrane plasmique, permettant un afflux de calcium dans le cytosol.
L'épuisement des réserves de calcium du réticulum endoplasmique (RE) entraîne un stress du RE et l'activation de la réponse protéique dépliée.
Le stress du RE non résolu peut conduire de manière cumulative à la mort cellulaire,. L'épuisement prolongé des réserves peut protéger contre la ferroptose via le remodelage des phospholipides synthétisés par l'ER.
Le traitement à la thapsigargine et la déplétion calcique du RE qui en résulte inhibent l'autophagie indépendamment de l'UPR,.

## Usages
La thapsigargine est utilisée dans certaines expérimentations étudiant les impacts de l'augmentation des taux de calcium cytosolique et de l'épuisement du calcium du réticulum endoplasmique.
Une étude récente (2021) de l'université de Nottingham a conclu à des résultats prometteurs concernant son utilisation contre la Covid-19 et d'autres coronavirus.

## Biosynthèse
La biosynthèse complète de la thapsigargine n'est pas encore  élucidée. Une voie de biosynthèse proposée commence avec le farnésyl pyrophosphate. Une première étape est contrôlée par l'enzyme germacrène B synthase. Dans une  seconde étape, la position C(8) est facilement activée pour une oxydation allylique due à la position de la double liaison. L'étape suivante est l'ajout de la fraction acyloxy par une P450 acétyltransférase ; qui est une réaction bien connue pour la synthèse d'un diterpène, le taxol. Lors d'une troisième étape, le cycle lactone est formé par une enzyme cytochrome P450 utilisant NADP +. Avec le groupe butyloxy sur le C(8), la formation ne générera que le cycle 6,12-lactone. Une quatrième étape est une époxydation qui initie la dernière étape de la formation de base du guaianolide. Dans la cinquième étape, une enzyme P450 ferme la structure 5 + 7 guaianolide. La fermeture du cycle est importante, car elle se fera par époxydation 1,10 — afin de conserver la double liaison 4,5 — nécessaire dans la thapsigargine. On ignore encore si les modifications secondaires du guaianolide se produisent avant ou après la formation de la thapsigargine, mais devront être prises en compte lors de l'élucidation de la véritable biosynthèse. Plusieurs de ces enzymes sont des P450, par conséquent l'oxygène et le NADPH sont probablement essentiels à cette biosynthèse, ainsi que d'autres cofacteurs tels que Mg 2+ et Mn 2+ potentiellement nécessaires.

## Tentatives de synthèse de la thapsigargine ou d'analogues
Au début des années 2010, à l'Université de Paris 5, des chimistes ont utilisé les outils de la chimie organique pour d'abord synthétiser, avec une bonne sélectivité et un bon rendement, un modèle 8-desoxy-bicyclo[5.3.0]decadiénone, présentant une structure assez similaire à celle du squelette de la thapsigargine. Cette synthèse a été faite via une réaction clé de Pauson-Khand allène-yne, catalysée par un complexe de rhodium. Un époxyde optiquement enrichi a ensuite été utilisé pour produire la partie Sud de la thapsigargine (le « motif lactonique »). Puis les centres C6 et C8 ont été synthétisés respectivement par alcynylation/réduction asymétrique et par propargylation énantiosélective. On a alors pu obtenir en dix-sept étapes un produit énantiopure possédant les centres chiraux C6, C7 et C8. Une autre méthode, créant plus rapidement (en dix étapes) la partie Sud de la molécule via une réaction de dihydroxylation a abouti à un produit racémique possédant les centres chiraux C6, C7, C8 et C11 et le motif lactonique. Une étude méthodologique de la réaction de Pauson-Khand allénol-yne intramoléculaire a aussi permis de produire des composés bicycliques synthétisés en série acétal et NTs.
Au même moment, une autre voie était explorée pour synthétiser le squelette bicyclique,, de cette molécule (réaction de métathèse ényne cyclisante).

## Recherche
Comme l'inhibition de l’enzyme SERCA est un mécanisme déjà utilisé pour cibler les tumeurs solides, la thapsigargine a suscité l'intérêt de la recherche contre le cancer (notamment testées au début des années 2010 contre le cancer de la prostate non-hormono dépendant),. Un promédicament de la thapsigargine, la mipsagargine fait l'objet d'essais cliniques pour le traitement du glioblastome,,,. On envisage aussi de l'utiliser contre les cancers ovariens chimiorésistants.
L'activité biologique de cette molécule a aussi suscité des recherches sur sa synthèse en laboratoire. À ce jour, trois synthèses distinctes ont été rapportées, respectivement par Steven V. Ley, par Phil Baran et par P. Andrew Evans.
Des études précliniques ont démontré que d'autres effets de la thapsigargine incluent la suppression de l'activité des récepteurs nicotiniques de l'acétylcholine dans les neurones du plexus sous-muqueux de l'iléon et du ganglion cervical supérieur du rat.
Les travaux de l'université de Nottingham indiquent sa promesse en tant qu'antiviral à large spectre, avec une activité contre le virus Covid-19 (SARS-CoV-2), un virus du rhume, le virus respiratoire syncytial (RSV) et le virus de la grippe A.